# Bandana

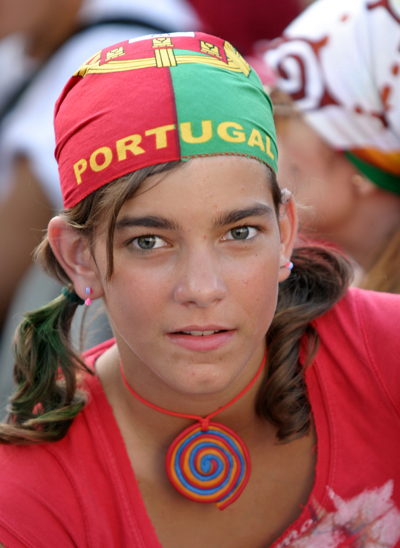
Portugese vlag als bandana

Een bandana is een kledingstuk dat om het hoofd of de hals wordt gedragen. 
De naam is afgeleid van het Hindi-woord  बन्धन bandhana, wat binden betekent.

## Modellen
De bandana bestaat in verschillende modellen: buisvormig, als een mof, en vierkant, als een grote zakdoek. Om de vierkante bandana als hoofddeksel te kunnen dragen, wordt de doek eenmaal diagonaal dubbelgevouwen en dan geknoopt aan de achterzijde van het hoofd. De buisvormige wordt bij voorkeur in de lengte dubbelgevouwen gedragen. Deze bestaat ook in een uitvoering die beschermt tegen uv-straling en tegen insecten.

## Gebruik
De bandana is tegenwoordig een gebruikelijk kledingstuk als alternatief voor een hoofddeksel of een sjaal. Het dragen van bandana's rond de nek was een algemeen gebruik in het midden en aan het einde van de negentiende eeuw bij cowboys, treinmachinisten en mijnwerkers in het westen van de Verenigde Staten. Eind jaren 90 van de 20ste eeuw was de bandana populair in het wielrennen, waar hij werd gedragen door onder anderen Marco Pantani en Johan Museeuw. Toen het dragen van een fietshelm werd verplicht, verdween dit hoofddeksel uit het peloton. Geïmpregneerde uitvoeringen die beschermen tegen insecten zijn gewild bij beoefenaren van buitensport. 
Bandana's worden ook gebruikt bij het TV-programma Expeditie Robinson. Ze worden bij dit programma gebruikt om onderscheid te maken tussen Kamp Noord en Kamp Zuid tijdens immuniteitsproeven. De kandidaten dragen hierbij bandana's in twee kleuren om hun hoofd. Kandidaten die bij hetzelfde kamp horen dragen bandana's van dezelfde kleur. Op deze manier is voor de kijkers goed te zien welk team Kamp Noord is en welk team Kamp Zuid.

## Hanky code
Behalve als kledingstuk vindt de bandana soms toepassing als signaal. Door het op een bepaalde manier dragen van bandana's (of zakdoeken) van een bepaalde kleur geeft de drager te kennen op zoek te zijn naar seksuele contacten en wat zijn of haar seksuele voorkeur daarbij is. Bij deze vorm van bandana-gebruik wordt de Hanky code toegepast, die ook wel bandanacode of zakdoekcode wordt genoemd. Aangenomen wordt dat deze code aan het einde van de negentiende eeuw bij homoseksuele mannen in gebruik raakte en in het laatste kwart van de twintigste eeuw in New York ook bij niet-homoseksuelen.